# 泰州县
泰州县，江苏旧县名。
1958年由泰州市和泰县合置，治所在泰州城（今江苏省泰州市区），属扬州专区。1962年撤销，恢复泰州市（县级），仍属扬州专区。 